# Wody głębokie jak niebo (opowiadanie)
Wody głębokie jak niebo – opowiadanie fantastyczne Anny Brzezińskiej z 2004 roku, nagrodzone Nagrodą im. Janusza A. Zajdla.
Opowiadanie ukazało się po raz pierwszy w „Nowej Fantastyce” nr 11/2004 (266). Opowiadanie było także publikowane w autorskim zbiorze opowiadań Wody głębokie jak niebo oraz w antologii Nagroda im. Janusza A. Zajdla 2005.

## Odbiór
W 2005 na Polconie w Poznaniu, Anna Brzezińska otrzymała za Wody głębokie jak niebo Nagrodę im. Janusza A. Zajdla w kategorii najlepsze opowiadanie.
W 2005 tom Wody głębokie jak niebo pozytywnie ocenił Jacek Dukaj (w "Nowej Fantastyce"). Ocenił, że "dzieło pisarza dojrzałego", i nazwał zbiór najlepszym do tej pory utworem pisarki. Według recenzenta, zawarte w tomie opowiadania, ironiczne "opowiadające o wielkich ambicjach i uczuciach z okrucieństwem godnym greckich tragedii", "świetnie się czyta", a prawie każde kończy się interesującą puentą.